# Huang Guifen
Huang Guifen, född 20 augusti 1997, är en friidrottare från Kina. Hon deltog vid olympiska sommarspelen 2020.